# Глендејл (Висконсин)
Глендејл (енгл. Glendale) град је у америчкој савезној држави Висконсин.

## Демографија
По попису из 2010. године број становника је 12.872, што је 495 (-3,7%) становника мање него 2000. године.
| Група             | 2000.          | 2010.         |
| Белци             | 11.459 (85,7%) | 9.908 (77,0%) |
| Афроамериканци    | 1.087 (8,1%)   | 1.813 (14,1%) |
| Азијати           | 395 (3,0%)     | 409 (3,2%)    |
| Хиспаноамериканци | 236 (1,8%)     | 465 (3,6%)    |
| Укупно            | 13.367         | 12.872        |